# Centema subfusca
Centema subfusca är en amarantväxtart som först beskrevs av Horace Bénédict Alfred Moquin-Tandon, och fick sitt nu gällande namn av Theodore Cooke. Centema subfusca ingår i släktet Centema och familjen amarantväxter. Inga underarter finns listade i Catalogue of Life.